# Enoch Kofi Adu
Enoch Kofi Adu (* 14. September 1990 in Kumasi) ist ein ghanaischer Fußballspieler.

## Karriere

### Verein
Adu spielte für die Jugendmannschaften des Verein Liberty Professionals, ehe er 2006 seine Karriere startete. Von hier aus wechselte er 2008 zum französischen Verein OGC Nizza. Nachdem er bei diesem Verein zwei Spielzeiten lang nur in der Reserve- und Jugendmannschaft eingesetzt worden war, setzte er ab dem Sommer 2010 seine Karriere beim dänischen Verein FC Nordsjælland fort. Hier etablierte er sich schnell als Stammspieler und Leistungsträger. Mit seiner Mannschaft holte er in der Saison 2011/12 die Dänische Meisterschaft und in der Saison 2010/11 den Dänischen Pokal.
Nach zweieinhalb erfolgreichen Spielzeiten beim FC Nordsjælland wechselte er in der Wintertransferperiode 2012/13 zum FC Brügge. Bei diesem Klub kam er über die Rolle eines Ergänzungsspielers nicht hinaus und wurde deswegen für die Rückrunde 2013/14 an norwegischen Verein Stabæk Fotball ausgeliehen.
2014 wurde er vom schwedischen Verein Malmö FF verpflichtet. Bei diesem Verein etablierte sich Adu wieder als Stammspieler und erreichte mit ihm zweimal die Schwedische Meisterschaft und einmal den Schwedischen Supercup-Sieg.
In der Wintertransferperiode 2016/17 wurde er in die türkische Süper Lig zu Akhisar Belediyespor transferiert. Doch schon zur nächsten Saison folgte die Rückkehr nach Schweden und Adu unterschrieb einen Vertrag bei AIK Solna. Für seinen neuen Verein debütierte er direkt am 2. April 2018 (1. Spieltag) über die vollen 90 Minuten Dalkurd FF. Bei Solna war er absolut gesetzt und spielte 2018 27 Mal in der höchsten schwedischen Spielklasse. Auch in der Folgesaison spielte er 27 Ligaduelle und nahm außerdem mit seiner Mannschaft an der Qualifikation zur Europa League teil. In der Saison darauf schaffte man auch die Champions-League-Qualifikation, schied dort aber ebenfalls aus und Adu blieb weiterhin Stammspieler.
Noch vor der Spielzeit 2021 wechselte er zum Ligakonkurrenten Mjällby AIF. Am 11. April 2021 (1. Spieltag) gab er bei einem Remis gegen die Varbergs BoIS sein Vereinsdebüt in der Startformation.

### Nationalmannschaft
Adu startete seine Nationalmannschaftskarriere bei der Ghanaische U-17-Nationalmannschaft. Mit ihr nahm er an der U-17-Weltmeisterschaft 2007 und wurde Turniervierter. Am 11. Oktober 2016 gab er sein Debüt für die Ghanaische Nationalmannschaft im Testspiel gegen Südafrika (1:1) in Durban, wo er in der 70. Minute für Abdul Majeed Waris eingewechselt wurde.

## Erfolge
Mit FC Nordsjælland
- Dänischer Meister: 2011/12
- Dänischer Pokalsieger: 2010/11

Mit Malmö FF
- Schwedischer Meister: 2014, 2016
- Schwedischer Supercup-Sieger: 2014

AIK Solna
- Schwedischer Meister: 2018

Mit der Ghanaische U-17-Nationalmannschaft
- Vierter der U-17-Weltmeisterschaft: 2007